# Киев (противолодочный крейсер)
«Киев» (заказ С-703) — непостроенный советский противолодочный крейсер-вертолётоносец (ПКР) проекта 1123, третий в серии. Должен был быть построен по изменённому проекту 1123.3 (в некоторых источниках 1123М) для Военно-Морского Флота СССР.
Ставилась основная задача корабля — уничтожение атомных подводных лодок противника и обеспечение противолодочной обороны для соединения кораблей, действующих в удалённых районах.

## История
В 1967 году ЦКБ-17 получило задание модернизировать проект 1123. Основными новыми требования к проекту стали: размещение на борту ПУ ПКРК «Малахит»; усиление зенитного вооружения; обеспечение базирования СВВП Як-36М; создание на полётной палубе шести взлётных площадок; обновление радиоэлектронного оборудования; увеличение общих габаритов корабля; увеличение количества кают экипажа.
Закладка прошла 20 февраля 1968 года. К этому моменту на Николаевском судостроительном заводе №444 уже было отведено стапельное место и изготовлено несколько днищевых секций корпуса. Но так как обновлённый крейсер-вертолётоносец по своим тактическим характеристикам приблизился к авианосцу, и представители ВМФ не видели в нём нужды, то в сентябре 1968 года строительство было отменено. А стапельное место, равно как и имя перешло головному кораблю проекта 1143 «Кречет» ТАВКР «Киев».